# New Jersey (альбом)
New Jersey — четвёртый студийный альбом американской рок-группы Bon Jovi, вышедший 19 сентября 1988 года. Альбом попал на 1-е место Billboard 200. New Jersey особо отметился тем, что на нём было выпущено 5 синглов, попавших в первую десятку Billboard Hot 100 — самое большое количество топ-10 синглов с хард-рок альбома.
Одно из рабочих названий для альбома было Sons of Beaches, которое пародировало название их предыдущего альбома, Slippery When Wet.
Диск получил сертификат платинового 7 раз в США и дважды — в Великобритании.
В 2002 году альбом занял 80-ю позицию в рейтинге «100 лучших рок-альбомов всех времён» по версии журнала Classic Rock.

## Успех в чартах
New Jersey был коммерчески успешен. Альбом дебютировал на 8-м месте Billboard 200, на следующую неделю занял 1-е место и держался на нём 4 недели. В первые 5 месяцев в США альбом был продан в количестве 5 миллионов копий. New Jersey получил статус платинового 7 раз за 7 миллионов проданных копий в США.
New Jersey также держит рекорд количества синглов с хард-рок альбома, попавших в топ-10, за 5 синглов. Никакой другой хард-рок альбом ещё не смог побить рекорд. «Bad Medicine» и баллада «I’ll Be There For You» достигли 1-го места в Billboard Hot 100. Другие 3 сингла («Born to Be My Baby», «Lay Your Hands on Me», и «Living in Sin») попали в первую десятку.

## Список композиций
| №   | Название                | Автор(ы)                                                  | Длительность |
| --- | ----------------------- | --------------------------------------------------------- | ------------ |
| 1.  | «Lay Your Hands on Me»  | Джон Бон Джови, Ричи Самбора                              | 6:00         |
| 2.  | «Bad Medicine»          | Джон Бон Джови, Ричи Самбора, Дезмонд Чайлд               | 5:19         |
| 3.  | «Born to Be My Baby»    | Джон Бон Джови, Ричи Самбора, Дезмонд Чайлд               | 4:40         |
| 4.  | «Living in Sin»         | Джон Бон Джови                                            | 4:39         |
| 5.  | «Blood on Blood»        | Джон Бон Джови, Ричи Самбора, Дезмонд Чайлд               | 6:16         |
| 6.  | «Homebound Train»       | Джон Бон Джови, Ричи Самбора                              | 5:10         |
| 7.  | «Wild Is The Wind»      | Джон Бон Джови, Ричи Самбора, Дезмонд Чайлд, Дайан Уоррен | 5:08         |
| 8.  | «Ride Cowboy Ride»      | Captain Kidd, King of Swing                               | 1:25         |
| 9.  | «Stick to Your Guns»    | Джон Бон Джови, Ричи Самбора, Холли Найт                  | 4:45         |
| 10. | «I’ll Be There for You» | Джон Бон Джови, Ричи Самбора                              | 5:46         |
| 11. | «99 In The Shade»       | Джон Бон Джови, Ричи Самбора                              | 4:29         |
| 12. | «Love For Sale»         | Джон Бон Джови, Ричи Самбора                              | 3:58         |

| №   | Название                                             | Автор(ы)                                    | Длительность |
| --- | ---------------------------------------------------- | ------------------------------------------- | ------------ |
| 11. | «Bad Medicine» (Live @ Стадион Уэмбли, 1988)         | Джон Бон Джови, Ричи Самбора, Дезмонд Чайлд |              |
| 12. | «Bad Medicine» (Live c тура New Jersey)              | Джон Бон Джови, Ричи Самбора, Дезмонд Чайлд |              |
| 13. | «Blood on Blood» (Live @ Стадион Уэмбли, 1988)       | Джон Бон Джови, Ричи Самбора, Дезмонд Чайлд |              |
| 14. | «Born to Be My Baby» (Акустическая версия)           | Джон Бон Джови, Ричи Самбора, Дезмонд Чайлд |              |
| 15. | «I’ll Be There for You» (Live @ Лейкленд, 1989)      | Джон Бон Джови, Ричи Самбора                |              |
| 16. | «Lay Your Hands on Me» (Live @ Стадион Giants, 1989) | Джон Бон Джови, Ричи Самбора                |              |
| 17. | «Love Is War»                                        | Джон Бон Джови, Ричи Самбора                |              |

| №   | Название                                       | Автор(ы)                                    | Длительность |
| --- | ---------------------------------------------- | ------------------------------------------- | ------------ |
| 13. | «Blood on Blood» (Live @ Стадион Уэмбли, 1988) | Джон Бон Джови, Ричи Самбора, Дезмонд Чайлд |              |
| 14. | «Born to Be My Baby» (Live 1988 года)          | Джон Бон Джови, Ричи Самбора, Дезмонд Чайлд |              |

## Участники записи
| Bon Jovi: - Джон Бон Джови — главный вокал, ритм-гитара, губная гармоника - Ричи Самбора — соло-гитара, бэк-вокал - Дэвид Брайан — клавишные, бэк-вокал - Алек Джон Сач — бас-гитара, бэк-вокал - Тико Торрес — барабаны, ударные инструменты Приглашённые музыканты: - Питер Берринг — аранжировка, вокал, вокальная аранжировка - Брюс Фейрбейрн — ударные инструменты, труба - Скотт Фейрбейрн — скрипка - Годин Дидо Моррис — ударные инструменты - The Sweet Thing — вокальная ассоциация - Одри Нордуэлл — скрипка - Джоани Бай — вокал, бэк-вокал - Ловена Фокс — вокал, бэк-вокал - Линда Хант — вокал, бэк-вокал - Сесиль Ларочелль — вокал, бэк-вокал - Сью Леонард — вокал, бэк-вокал - Джоани Тейлор — вокал, бэк-вокал | Технический персонал: - Брюс Фейрбейрн — музыкальный продюсер - Джон Аллен — звукорежиссёр - Крис Кавалларо — звукорежиссёр - Джордж Марино — мастеринг-инженер - Боб Рок — звукорежиссёр, инженер сведе́ния - Хью Сайм — обложка, дизайн - Крис Тейлор — ассистент звукорежиссёра - Джим Уильямс — ассистент звукорежиссёра - Тим Уайт — фотограф - Кэмерон Вонг — фотограф |

## Позиции в хит-парадах и уровни продаж
| Чарты          | Позиция |
| -------------- | ------- |
| Австралия      | 1       |
| Бразилия       | 1       |
| Канада         | 1       |
| Германия       | 4       |
| Япония         | 2       |
| Мексика        | 1       |
| Новая Зеландия | 1       |
| Норвегия       | 4       |
| СССР           | 1       |
| Швеция         | 1       |
| Швейцария      | 1       |
| Великобритания | 1       |
| США            | 1       |

| Организация | Уровень                                                               | Дата                                                                   |
| ----------- | --------------------------------------------------------------------- | ---------------------------------------------------------------------- |
| RIAA — США  | Золото Платина 3х Платина 4х Платина 5х Платина 6х Платина 7х Платина | 18 ноября 1988 11 января 1989 25 мая 1989 17 ноября 1994 12 марта 1996 |